# Hans Stanggassinger
Hans Stanggassinger (Berchtesgaden, 5 gennaio 1960) è un ex slittinista tedesco occidentale.
Dopo la riunificazione della Germania (1990), ha acquisito la cittadinanza tedesca.

## Biografia
Esordì in Coppa del Mondo nella sua stagione d'esordio del 1977/78, conquistando subito il primo podio il 4 dicembre 1977 nel doppio a Königssee (2°) in coppia con Franz Wembacher, con il quale ha condiviso anche tutti i suoi successivi risultati nella specialità biposto, e la prima vittoria il 5 marzo 1978 sempre nel doppio e sempre a Königssee. In classifica generale, come miglior risultato, si piazzò al secondo posto nella specialità del doppio nel 1982/83.
Prese parte ad una edizione dei Giochi olimpici invernali, a Sarajevo 1984, dove conquistò la medaglia d'oro nel doppio.
Ai campionati mondiali ottenne due medaglie di bronzo nel doppio: ad Hammarstrand 1981 ed a Lake Placid 1983. Nelle rassegne continentali vinse una medaglia d'argento ed una di bronzo nel doppio.

## Palmarès

### Olimpiadi
- 1 medaglia:
  - 1 oro (doppio a Sarajevo 1984).

### Mondiali
- 2 medaglie:
  - 2 bronzi (doppio ad Hammarstrand 1981; doppio a Lake Placid 1983).

### Europei
- 2 medaglie:
  - 1 argento (doppio a Valdaora 1984);
  - 1 bronzo (doppio a Winterberg 1982).

### Coppa del Mondo
- Miglior piazzamento in classifica generale nel doppio: 2° nel 1982/83.
- 10 podi (tutti nel doppio):
  - 5 vittorie;
  - 4 secondi posti;
  - 1 terzo posto.

#### Coppa del Mondo - vittorie
| Data             | Luogo     | Paese          | Disciplina                 |
| ---------------- | --------- | -------------- | -------------------------- |
| 5 marzo 1978     | Königssee | Germania Ovest | Doppio con Franz Wembacher |
| 22 febbraio 1981 | Königssee | Germania Ovest | Doppio con Franz Wembacher |
| 24 gennaio 1982  | Königssee | Germania Ovest | Doppio con Franz Wembacher |
| 21 febbraio 1982 | Königssee | Germania Ovest | Doppio con Franz Wembacher |
| 27 febbraio 1983 | Königssee | Germania Ovest | Doppio con Franz Wembacher |